# Alex Vogel
Alex Vogel (Frauenfeld, 30 luglio 1999) è un pistard e ciclista su strada svizzero. Nel 2021 è stato medaglia d'argento nell'inseguimento a squadre ai campionati europei Elite a Grenchen.

## Palmarès

### Pista
- 2020

Campionati svizzeri, Omnium
- 2023

Campionati svizzeri, Corsa a eliminazione
Memorial Miquel Poblet, Americana (con Valère Thiébaud)
- 2024

Campionati svizzeri, Scratch
Grenchen, Americana (con Simon Vitzthum)

### Strada

#### Altri successi
- 2018 (Swiss Racing Academy)

Classifica traguardi volanti Toscana-Terra di ciclismo
- 2021 (Swiss Racing Academy)

Prologo Tour du Pays de Montbéliard (Bethoncourt)

## Piazzamenti

### Competizioni mondiali
- Campionati del mondo su pista

Roubaix 2021 - Inseguimento a squadre: 5º
Roubaix 2021 - Omnium: 15º
St. Quentin-en-Yv. 2022 - Inseguimento a squadre: 10º
St. Quentin-en-Yv. 2022 - Scratch: 19º
Glasgow 2023 - Inseguimento a squadre: 11º
Glasgow 2023 - Scratch: 10º
Ballerup 2024 - Inseguimento a squadre: 7º
Ballerup 2024 - Inseguimento individuale: 11º
Ballerup 2024 - Scratch: 11º
- Campionati del mondo su strada

Bergen 2017 - In linea Junior: ritirato
Fiandre 2021 - In linea Under-23: 121º
- Giochi olimpici

Parigi 2024 - Omnium: 11º

### Competizioni europee
- Campionati europei su pista

Montichiari 2016 - Inseguimento individuale Junior: 9º
Montichiari 2016 - Americana Junior: 8º
Anadia 2017 - Inseguimento a squadre Junior: 3º
Anadia 2017 - Omnium Junior: 2º
Anadia 2017 - Americana Junior: 6º
Aigle 2018 - Omnium Under-23: 6º
Aigle 2018 - Corsa a eliminazione Under-23: 6º
Gand 2019 - Inseguimento a squadre Under-23: 3º
Fiorenzuola d'Arda 2020 - Inseguimento a squadre Under-23: 4º
Fiorenzuola d'Arda 2020 - Omnium Under-23: 2º
Grenchen 2021 - Inseguimento a squadre: 2º
Monaco di Baviera 2022 - Inseguimento a squadre: 5º
Monaco di Baviera 2022 - Corsa a eliminazione: 7º
Grenchen 2023 - Inseguimento a squadre: 7º
Grenchen 2023 - Scratch: 12º
Apeldoorn 2024 - Omnium: 10º
Apeldoorn 2024 - Corsa a eliminazione: 8º
Heusden-Zolder 2025 - Inseguimento a squadre: 3º
- Campionati europei su strada

Herning 2017 - Cronometro Junior: 40º
Herning 2017 - In linea Junior: 10º
Alkmaar 2019 - In linea Under-23: ritirato